# 君が望む永遠
『君が望む永遠』（きみがのぞむえいえん）は、2001年8月3日にâge（アージュ）より発売された恋愛アドベンチャーゲーム。また、これを原作とするテレビアニメ、OVAなどの関連作品。略称は君望（きみのぞ）、または君のぞ。

## 概要
従来の恋愛アドベンチャーゲームでは（基本的には）禁じ手とされていた三角関係を描いている。プレイヤーはどのヒロインや選択肢を選ぶのか悩まされるなど、気持ちの重くなるストーリーとなり、泣きゲーと評されることが多い。選択肢によっては非常に憂鬱なエンディングとなることから、鬱ゲーとも呼ばれる。なお、原作者であるまふまふ仔犬ちゃんこと吉田博彦（吉宗鋼紀）によると、本作の演出にはファンディスク『アージュマニアックス　～伊隅四姉妹最期の日～』で得た知見が活かされているという。
本作発売以前のアージュは『化石の歌』などに代表される難解な作風が売りのメーカーであったが、方向転換が図られ、ドラマ仕立ての恋愛ゲームとなる本作が生まれる事となった。
この作品をきっかけに、栗林みな実がアニメソング歌手として活動を開始し、谷山紀章とこの作品で多数作曲を手掛け鳴海孝之のキャラクターソングで作曲を務めた飯塚昌明とが後に音楽ユニット『GRANRODEO』を結成する事になる。
また、アージュが後にリリースした『マブラヴ』シリーズと一部のキャラクターが共通している。両作のストーリーに直接関係は無いが、『マブラヴ』ポータルサイトの「WORLD-GUIDE」では、ある時点で分岐した「確率時空」の一つ（マブラヴとは別の時空）に本作が位置付けられている。

### 初回生産版回収騒動
CD版発売から3週間後の2001年8月20日、アージュは表現に不適当な箇所があったとして、製品の販売を一時停止し自主回収を行った。その後、アージュはメディア倫理協会（通称：メディ倫、現コンテンツ・ソフト協同組合）に加盟し、2003年以降のタイトルはメディ倫の審査を受け販売している。そのため、CD版と2003年に発売されたDVD版では審査機構が異なっている。
ユーザーの間では長らく、この回収騒動をきっかけにアージュはコンピュータソフトウェア倫理機構（通称：ソフ倫）に不信感を持ち、後の審査機構変更に繋がったという説がまことしやかに語られていたが、これについてはアージュ代表の吉田博彦によって明確に否定されている。

## 製品バリエーション
『君が望む永遠』
2002年9月26日発売。ドリームキャストへの移植版。全年齢対象。
『君が望む永遠〜Rumbling hearts〜』
2003年5月1日発売。PlayStation 2への移植版。全年齢対象。
『君が望む永遠〜DVD specification〜』
2003年7月25日発売。メーカーサイトでは「DVD版」と略称される。「CD版」からの主な変更箇所は以下のとおり。
- Windows XPに正式対応
- 新シナリオ・CGの追加
- 新主題歌と、新アバンオープニングを追加
- 画質と音質の向上

『君が望む永遠〜Latest Edition〜』
2008年3月28日発売。通称「君のぞLE」。タイトル決定前は「Vista版」と呼ばれていた。
OVA『君が望む永遠〜Next Season〜』の制作発表後、ユーザーからWindows Vistaに対応したリニューアル版の発売を求める意見が相次いだ。これを受け、2007年11月に『君のぞらじお』の番組内番組「マブラヴラジオ」で公開打合せが行われ、12月に製作が正式決定した。『Next Season』の原作に相当するシナリオも収録されている。
DVD版からの主な変更箇所は以下のとおり。
- Windows Vistaに対応
- 演出変更（目パチ、口パクの追加等）
- 画面比率の変更（4:3から約16:9へ）
- CGのリファイン
- 第二章の涼宮遙、速瀬水月、涼宮茜の各エンディング後からエピローグまでの後日談シナリオ（第三章）の追加
- 新主題歌と、新アバンオープニングを追加
- ファンディスク収録の『君が望む第一章』を演出変更の上、再録

『âge アーカイブス ～20thBOX Edition～』
2020年3月27日発売。『〜Latest Edition』をWindows 10に対応させて収録された。
『君が望む永遠 ～Enhanced Edition～』
2023年10月には『〜Latest Edition』をベースに全年齢化し、海外も含めて新規ユーザーが入手しやすい形でリリースする事を念頭にクラウドファンディングを利用した再開発計画を発表。当初目標とした3000万円のファンドはファンディング開始から約4週間で達成し、開発が決定。現在は一定額以上をファンディングした方々向けのリターンとして、2024年の春ごろを予定した先行リリース準備中。2024年10月30日にはSteamにて正式版がリリースされた。

## ストーリー

### 構成
第一章と第二章の二部構成。第一章は孝之が高校3年生の夏の話であり、ヒロインは遙に固定されている。第一章の最後は、遙が交通事故に巻き込まれたという情報を孝之が耳にする場面によって締め括られ、そこで初めてオープニングが流れる。本編に相当する第二章は第一章の3年後から始まる。
なお、LE版では遙・水月・茜のエンディング後に第三章が追加されている。第三章は第二章の直後から始まる。
エンディングは8人の攻略対象ヒロインそれぞれに1パターン以上用意され、DVD版で追加されたエンディングを合わせ合計で17種類存在する。

### あらすじ
白陵大付属柊学園に通う鳴海孝之は、3年生になっても進路を決められずにいた。目標に向かって頑張る親友の平慎二と速瀬水月を見て焦りを感じつつはあるが、周囲に流されダラダラと日々を過ごしていた。
ある日、本屋に立ち寄った孝之は同級生の内気な女の子と出会う。その数日後、夏祭りに誘われた孝之と慎二の前に現れたのは、本屋で出会った女の子、水月の親友である涼宮遙であった。それ以降、水月は必死に遙を3人の輪の中に加えようとするが、自分を避けようとする遙の仕草に孝之は苛立ちを募らせていく。そんなある日、水月に呼び出され学園裏の丘に向かった孝之だが、待っていたのは水月ではなく遙だった。そこで孝之は突然、遙に好きだと告白される。ただ彼女を傷つけることを恐れた孝之は、その告白を受けてしまう。
流されるままに交際を始め、それゆえに危機を迎えつつも、それを乗り越えて遙との絆を深めた孝之はその関係に落ち着きかける。しかし、その平穏は長く続かなかった。遙は孝之とのデートの約束をしていたある日、交通事故に巻き込まれ、それきり意識が戻らない状態になってしまう。
事故から3年後。回復を絶望視されていた遙が奇跡的に昏睡から目が覚めたとき、既に孝之の周囲の人間関係は3年前とは一変していた。孝之は遙を失った失意から辛うじて立ち直り、その悲しみを共有できる相手でもあった水月を人生のパートナーと定めて、新たな人生を歩み始めていた矢先だったのである。理不尽な事故によって修復不可能になってしまった人間関係と、事故の後遺症により眠っていた3年間の時間経過を認識できない遙との板挟みの中で、運命を狂わされてしまった人々の苦悩が描かれていく。

## 登場人物
担当声優はゲーム版 / アニメ版の順に表記。同一の場合は省略し、それ以外のものは別途記載する。
記事については、個別ルートに準拠する。

### 第一章より登場
鳴海 孝之（なるみ たかゆき）
声 - なし、谷山紀章（ファンディスク） / 谷山紀章 / 杉崎和哉（ドラマCD版）
主人公。白陵大付属柊学園の3年生。涼宮遙に告白され交際を始めるがうまくいかず、一度は別れを考えるが、速瀬水月のサポートもあり、遙に告白し直し改めて付き合うようになった。遙と同じ白陵大学に進学することに決め、幸せな日々を送っていたが、遙が交通事故に遭い昏睡状態となってしまう。遙の両親から別れを宣告され、失意から引きこもりを続けていた。
第二章開始時は、水月の献身的な支えにより社会復帰し、ファミリーレストラン「すかいてんぷる」でアルバイトをしながら生活している。水月とは半同棲状態にあり、水月が結婚も考えていることには満更でもない様子。だが、遙が目を覚ましたことにより過去と向き合うことになる。以後、遙のお見舞いを繰り返しながらバイトする日々を送る。
優柔不断な性格でヒロインたちを苦しめるだけでなく、重要な場面で選択肢を出してプレイヤーをも苦しめるなど、典型的なヘタレの性質を持つ。
重いストーリーの中で精神的な弱さばかりが目立つが、実は情に厚い一面もある。ただし自ら理想を追求する気概はないため、いわゆる善意の小市民に落ち着いているのが現状。その曖昧な倫理観が第二章において彼を苦しめることになる。ただし、蛍シナリオなど最終的には人間的に大きく成長するシナリオもある。
OVA『Next Season』では前向きな性格で、社会復帰を目指す遙を献身的に支える。間接的な続編にあたる『マブラヴ オルタネイティヴ』では、遙と水月の想い人（故人）として名前のみ登場。
涼宮 遙（すずみや はるか）
声 - 栗林みな実
誕生日：3月22日 血液型：A型
メインヒロインの一人。速瀬水月の親友。童話や絵本が好きなおとなしい性格。様々な“伝説”を持ち、ゲーム中でも「遙伝説」として語られる。
2年ほど孝之への想いを募らせていたが、水月の紹介で孝之と知り合いになり告白するに至る。一時は別れそうになるが、孝之からの告白で晴れて相思相愛となる。孝之とのデートの待ち合わせ中に交通事故に遭い昏睡状態に陥る。なお、白陵大付属柊学園は卒業したことになっている。
第二章の開始時に、3年間の昏睡状態から目覚める。3年が経過したという事実を気づかせないように隔離病棟で生活していたが、あることがきっかけで今の状況が変だと気づき再び昏睡状態になる。数日後に目を覚ました遙は現実を認識し、その後はリハビリに取り組みつつ社会復帰を目指す。
第一章ではショートヘアとピンクリボン、第二章においてはロングヘアとホワイトリボン。
遙シナリオの後日談となるOVA版では主役を務める。『マブラヴ オルタネイティヴ』では、ロングヘアの姿で登場。
速瀬 水月（はやせ みつき）
声 - 石橋朋子 / 石橋朋子（TVアニメ）、たかはし智秋（OVA）
誕生日：8月27日 血液型：A型
メインヒロインの一人。遙の親友で孝之・平慎二のクラスメイト。さっぱりした性格。「…3、2,、1、はい」、「ぶっとばすわよ」などとよく言う。
水泳部に所属し、実業団から声がかかるほどの実力の持ち主。遙のために孝之に近づいたが自分も孝之を好きになってしまい、その想いを隠しながら遙を孝之に紹介する。そして、誕生日に孝之に指輪を買ってもらって気持ちに区切りをつけようとしたが、その日に遙が交通事故に巻き込まれてしまう。
第二章の開始時点では就職してOLとなっている。失意の孝之を3年間献身的に支え、社会復帰できるまでに立ち直らせた。孝之とは半同棲生活をする仲にあり、彼女自身は結婚も考えている。しかし遙が目覚めたことにより、自分自身の過去と再び向き合うことになる。
遙の事故が原因で記録が伸び悩み水泳をやめたことになっているが、密かに想いを寄せていた孝之が遙の事故により引きこもってしまった事で、彼がどれほど遙を好きだったのか思い知らされ、記録が伸び悩んだ末、孝之を支えることによって自分に振り向かせるために水泳を投げうったというのが真相である。そのため、遙が目覚めることによって、孝之が自分の許を離れていってしまうのではないかと常に不安に思っていた。なお、慎二や遙の妹である茜はこのことを知っていたが、慎二は水月に口止めされていたこと、茜とは疎遠になったこともあり、孝之には知られていなかった。
第一章では腰まで伸びるロングヘアだが、第二章の開始時点ではショートヘアにしている。水泳に不向きな髪形をしていた理由は、彼女のシナリオで明らかにされる。
TVアニメやPCゲーム版ノベライズは、水月ルートが基本となっている。DVD版では新たにバッドエンドが3つも追加された。『マブラヴ オルタネイティヴ』では第一章と同じ髪型で登場。
平 慎二（たいら しんじ）
声 - 安藤正輝 / 青木誠
誕生日：6月8日 血液型：AB型
孝之の親友。面倒見がよく、皆に頼りにされている。孝之とは、いきなり胸をもみしだかれつつアドリブで受け答えできる仲。孝之に「デブ専獣姦マニア（通称、デブジュー）」（コンシューマ版では「女子コスチュームのニーソックスマニア（通称、ジョニー）」）というあだ名を付けられた。
卒業後は白陵大学へ進学した。孝之たちとは付き合いが少なくなっていたが、遙が目を覚ましたことで久しぶりに再会した。恋愛よりも友情を重んじ、どんな答えを出そうと力になることを約束し、中立の立場から孝之や水月の相談に応じる。密かに水月に好意を寄せていた。『マブラヴ オルタネイティヴ』では故人として名前のみ登場。
涼宮 茜（すずみや あかね）
声 - 上原ともみ / 上原ともみ（TVアニメ）、水橋かおり（OVA）
誕生日：10月20日 血液型：A型
遙の妹。水泳部に所属しており中学の日本記録保持者でもある。水月に憧れており、そのせいか姉の遙よりも水月に似た性格をしている。遙と付き合っている孝之のことを「お兄ちゃん」と呼んで慕い、自身も孝之に甘えようとしては遙に注意されている。
第二章開始時は、白陵大付属柊学園に入学し水泳部のエースとして活躍している。学業と部活動を両立させつつ、毎日遙のお見舞いも欠かさないという厳しい生活を送っている。孝之とは完全に疎遠となっていたが、遙が目覚めた後に再会する。
遙の前では無理をして3年前と同じように振舞っているが、宗一郎が孝之に遙の前から去るよう伝えたことを知らないため、遙の前から消え水月と付き合うことになった孝之と、水泳をやめてしまった水月には裏切られたと感じ、様々なきつい言葉を浴びせる。呼び方も、孝之は「鳴海さん」、水月に関しては「あの人」呼ばわりとなっている。孝之と再会してから、孝之が好きな水月の気持ちもわかるようになり、自分も遙を裏切ってしまったと思い苦しむことになる。実は3年前から孝之に片想いしており、孝之が落ち込んでいる時に必死で励まそうとしたことがあった。妹という板挟みの立場から、孝之と男女の関係になった水月には怒りだけではなく嫉妬も混じっていることは自覚していた。
2001年秋に発表された外伝『アカネマニアックス〜流れ星伝説剛田〜』ではメインヒロインを務める。2004年にはOVAとしてアニメ化もされた。間接的な続編とも言える『マブラヴ』、『マブラヴ オルタネイティヴ』にも登場。
穂村 愛美（ほむら まなみ）
声 - 雨宮麻紀 / 尼子真理
誕生日：2月19日 血液型：O型
孝之の後輩。カエルの髪飾りと三つ編みのおさげが特徴で、眼鏡をかけている。事情により高校を中退し、後に准看護師となる。学園時代から孝之を想っていたが結局言い出せず、社会人になってから偶然再会する。ちなみに、孝之は学園時代に落とした財布を届けに来てくれた女の子、という程度の認識しかなかった。
遙や水月の事で悩んでいる時に全てを打ち明けると親身になって考えてくれる。実は両親に捨てられた過去を持ち、孝之と関係を持ってしまうと彼への依存心は異常とも呼べるほどにまで強くなっていく。そして、優しさを拒否されると偏執的な愛情で孝之を追い詰めていくことになる。PS2版とDVD版では純愛エンドが追加された。
TVアニメでは予告（あゆまゆ劇場）にも登場する。『マブラヴ オルタネイティヴ』にも、看護兵として登場している。
涼宮 宗一郎（すずみや そういちろう）
声 - ヤスヒロ / 川津泰彦
遙と茜の父親。
なお、ゲーム・TVアニメ版では両親の名前は不明であったが、二次創作サイトの小説でこの名前が付けられ、OVAで公式に採用された。
孝之には好意的に接していたが、遙の事故により孝之が人生を棒に振ってしまうことを危惧し、遙の前から去るように伝える。
涼宮 薫（すずみや かおる）
声 - 金野恵子（アニメ版）
遙と茜の母親。孝之には好意的に接していた。

### 第二章より登場
大空寺 あゆ（だいくうじ あゆ）
声 - 大友清里（PC版）、浅井清己（家庭用版） / 浅井清己
誕生日：12月14日 血液型：B型
孝之がアルバイトをしているファミレス「すかいてんぷる」の従業員。口の悪さから「すかいてんぷるの核弾頭」と呼ばれる。口癖は「あんですと〜」、「あにさ」、「うが〜」、「猫のうんこ踏め！」。ヘアスタイルは金髪のツインテールで、小柄だがスタイルは良い。
孝之に対してはやたらと差別的で、何かあるたびすぐに口論となるが、実は孝之に想いを寄せており、孝之が自分に気があるかのようなからかいをすると赤面する。時折、孝之に協力的になり、彼の迷いを吹き飛ばすきっかけとなる言葉を言うこともある。ロングヘアで、主人公をあれこれ叱責する強気なキャラクターは、第一章における速瀬水月と同様の役割を担う。
実は大空寺財閥のお嬢様で、帝王学の一環として社会体験するため傘下のすかいてんぷるで働いている。玉野まゆを「まゆまゆ」と呼び、よく行動を共にする。ゴールド免許の持ち主であるが、実際のところはペーパードライバーである。
TVアニメおよびOVA『アカネマニアックス』の次回予告（あゆまゆ劇場）では主役を務める。また、2003年にオフィシャルファンクラブ会員専用ソフトとして、彼女をメインにした『大空寺危機一髪！』がリリースされている。
ちなみに、初めてツンデレと呼ばれたキャラであり、あやしいわーるどにおいて彼女に対し「ツンツンデレデレが良い」（カタカナ部分は原文では半角）という投稿がなされたのがツンデレの語源とされている（詳しくはツンデレの項を参照）。
玉野 まゆ（たまの まゆ）
声 - 吉田恭子 / 吉田恭子（TVアニメ）、吉住梢（OVA）
誕生日：5月11日 血液型：AB型
「すかいてんぷる」の新人従業員。典型的なドジっ子。「御意！」「まことかっ！」など時代劇めいた言葉遣いをする。
事故で両親と兄を失っており、孝之を兄のように慕う。ネコの髪飾りが特徴だが、物にもかかわらず時々表情が変化するため、他の従業員から「飾りが本体では」と言われた事もある。あゆに比べショートヘアで、ドジっ娘キャラで主人公を翻弄する姿は、第一章の涼宮遥を彷彿させる。
TVアニメおよびOVA『アカネマニアックス』の次回予告（あゆまゆ劇場）では主役を務める。
天川 蛍（あまかわ ほたる）
声 - 窪田聡子
誕生日：6月26日 血液型：O型
欅総合病院の看護師。
見かけは幼いが、元気いっぱいで患者からの評判も良い。子供のように扱われるのを避けるため、自分の事を「天川さん」と呼ぶ。星乃文緒の親友であり、彼女を「文緒っち」と呼ぶ。多少常識に欠けるところがあり、文緒から間違った知識を吹き込まれていたりする。
サブキャラクターのエンディングの中では最も感動できると言われている蛍シナリオでは、先天性の心臓疾患を患っている事が分かり、それがストーリーの重要な鍵となる。
星乃 文緒（ほしの ふみを）
声 - 北都南 / ひと美
誕生日：7月15日 血液型：B型
欅総合病院の看護師で、蛍の親友。遊び慣れした今時のギャル系で、彼女の誘いに乗ってしまうとバッドエンディングが確定してしまう。一方で友達思いな面もあり、蛍シナリオでは意外な顔を見せる。孝之のことを遙の恋人であることから「彼氏」と呼ぶ。
『マブラヴ』にもエキストラとして登場している。
香月 モトコ（こうづき モトコ）
声 - 小林まりこ / 小林まりこ（TVアニメ）、小菅真美（OVA）
誕生日：11月1日 血液型：A型
欅総合病院の女医で、遙の主治医を務めている。常に咥え煙草で行動し、孝之らに対しては経験豊かな人生の先輩として向き合う。いつも白衣を着ているのは、白衣を着ないと医者に見えないかららしい。
香月三姉妹の長女で、妹に『君がいた季節』の香月ミツコと『マブラヴ』、『マブラヴ オルタネイティヴ』の香月夕呼がいる。妹に勧められ高級スポーツカーを所持しているが愛着はなく、擦ったりぶつけたりしてボロボロになっている。
崎山 健三（さきやま けんぞう）
声 - 岡島雅夫 / 岡和男
「すかいてんぷる」の新任店長。和食関係の店で働いていたためファミレスの仕事は初めてらしい。「団塊世代の男」ゆえの苦労を経験してきた大人でもあり、病人の見舞いに行かなければならなくなった孝之の気持ちを理解し、協力的な配慮をしてくれる。
過去に実の娘を亡くしており、孝之だけでなくあゆ・まゆも我が子のように温かく見守る一方、一時あゆからロリコンと疑われてしまったこともある。従業員が問題を起こしても少し困った顔をするだけで、孝之とあゆの戦いは店の活気として公認状態となっている。なお、PC版の声優は非公開。

### 第三章より登場
辻村 晶代（つじむら あきよ）
声 - 池端芹 / 安田未央
白陵大付属柊学園の卒業生。水月と同じく水泳部に所属していた。
榊 千鶴（さかき ちづる）
声 - 高柳香帆 / 倉田雅世
白陵大付属柊学園の3年生であり、茜の親友。ラクロス部所属。間接的な続編ともいえる『マブラヴ』『マブラヴ オルタネイティヴ』のヒロインの一人である。
伊隅 やよい（いすみ やよい）
声 - なし
アージュの第1作『君がいた季節』のメインヒロインの1人で、伊隅4姉妹の長女。本作では孝之の住んでいたマンションの大家として、水月第三章でよく似た人物が登場する。TVアニメの最終話終盤にも彼女らしき人物が登場する。
声・セリフともに無いのでやよい本人かの断定は不可だが、2011年に発売されたリメイク版の『君がいた季節』で、主人公・前島正樹が住む彼女の管理するマンションに柊学園に通う3年生の男子生徒が1人で住んでいることや平慎二がその男子生徒の部屋によく遊びにくると語られているため、本作に登場したのはやよい本人と思われる。

## 広報
本作では事前の告知にも力を尽くしており、第一章を丸々体験版として配布（ただし一部背景カット）するという当時としては非常に積極的な告知を行う一方で、物語の中核となる第二章の情報は徹底的に伏せるという広報戦略を採った。このほかにも、各雑誌や公式サイトにショートストーリーを掲載する、コミックマーケットで同人誌判型の冊子を無料配布する、メインヒロイン・遙役の栗林みな実によるコスプレやライブなども展開された。これらの展開について吉田は広告代理店で働いていた時の手法を初めて取り入れたと2006年の「4Gamer.net」とのインタビューの中で話している。

## スタッフ
- 原作 - まふまふ仔犬ちゃん・セントポール
- 原画・キャラクターデザイン - バカ王子ペルシャ
- シナリオ - 鬼畜人タムー、マロ☆ガッツ、反重力生命マー nainai
- 音楽 - 渡来亜人
- プログラム - スピンドリル
- スクリプト - ミヤ大工トンプソン
- 音楽制作 - ランティス
- 製作総指揮 - ヨシダという生き物
- ムービー - Iris motion graphics（DC版、PS2版）

## 主題歌
オープニング主題歌「Rumbling hearts」
作詞 - 栗林みな実 / 作曲 - 清水永之、飯塚昌明 / 編曲 - 飯塚昌明 / 歌 - 栗林みな実
エンディング主題歌「君が望む永遠」
作詞 - finito pororo / 作曲・編曲 - 加持久忍 / 歌 - MEGUMI（現・rino）
DC版 アバン主題歌「yours」
作詞 - 江幡育子 / 作曲・編曲 - 飯塚昌明 / 歌 - 栗林みな実
PS2版 アバン主題歌「風のゆくえ」
作詞 - 栗林みな実 / 編曲 - 飯塚昌明 / 歌 - 栗林みな実
DVD版 アバン主題歌「Blue tears」
作詞 - 栗林みな実 / 編曲 - 飯塚昌明 / 歌 - 栗林みな実、石橋朋子
LE版 アバン主題歌「sweet passion」
作詞 - 栗林みな実 / 作曲・編曲 - 菊田大介 / 歌 - 栗林みな実
第三章 エンディング主題歌「想い出に変わるまで」
作詞・作曲 - rino / 編曲 - 大久保薫 / 歌 - CooRie

## ファンディスク
『君が望む永遠〜special FanDisk〜』は、 2004年6月25日に発売された、『君が望む永遠』のファンディスク。「もし遙の告白を断っていたら」、「もし約束の時間に遅れなかったら」、「もしあの事故が起こらなかったら」といった、ifストーリーが展開される「君が望む第一章」や『君のぞらじお』出張版などが収録されている。
君が望む第一章
『君が望む永遠』第一章を主軸に、各キャラクターごとにイベントが追加されている。ヒロインは遙、水月、茜、愛美の4人で、第一章の通常エンディングの他、各キャラクターごとにオリジナルエンディングが設定されている。
ゲームの長さは『君が望む永遠』第一章とほぼ同等。また、各キャラクターの担当声優のインタビューも収録されている。
エンディング主題歌
遙エンド 「ひとことだけの勇気」
作詞 - 江幡育子 / 作曲・編曲 - 飯塚昌明 / 歌 - 栗林みな実
水月エンド 「silver ring」
作詞・作曲 - 栗林みな実 / 編曲 - 飯塚昌明 / 歌 - 石橋朋子
茜エンド 「innocence」
作詞・作曲 - 栗林みな実 / 編曲 - 飯塚昌明 / 歌 - 上原ともみ
通常エンド 「Rumbling hearts」
作詞 - 栗林みな実 / 作曲 - 清水永之、飯塚昌明 / 編曲 - 飯塚昌明 / 歌 - 栗林みな実
君が望む永遠〜another episode collection〜
公式サイトのキャラクター紹介ページに掲載されている「アナザーエピソード」をフルボイスでビジュアルノベル化したもの。
ラジオスペシャル TRUE LIES
「君が望む永遠 ドラマシアター Vol.4 らじおすぺしゃる」の最終話「TRUE LIES」を基に製作されたゲーム『ラジオスペシャル TRUE LIES』（アダルトゲーム雑誌『TECH GIAN』の付録DVDに収録）を再収録したもの。本編とは全く無関係で、『マブラヴ』や『アカネマニアックス〜流れ星伝説剛田〜』のキャラクターも登場する。
エンディング主題歌 「Inside of Light」
作詞 - 片桐幸代 / 作曲 - 大貫忠敬 / 編曲 - 飯塚昌明 / 歌 - 鮎川麻弥
『宇宙の騎士テッカマンブレード』の前期OP「REASON」のパロディである。
君のぞらじお出張版
ラジオ番組『君のぞらじお』のファンディスク出張版。「ジョイ先生のメイプル授業」や「すかいてんぷるメイプル支店」などのコーナーがある。
マリーのおかたづけ2 あゆまゆ奮闘編
アージュマニアックスに収録されているパズルゲーム『マリーのおかたづけ』のすかいてんぷる版。

## ラジオドラマ
ラジオ番組『ちよれんちゃんねる♪』（2002年7月 - 12月）で不定期に放送された『君が望む永遠』のオリジナルドラマ。2002年12月に発売された「君が望む永遠 ドラマシアター Vol.4 らじおすぺしゃる」に未放送話とともに収録されている。
出演キャラクター（出演順）
涼宮遙・速瀬水月・大空寺あゆ・玉野まゆ・鳴海孝之・涼宮茜・剛田城二・平慎二・崎山健三

## ラジオ・インターネットラジオ
TVアニメ『君が望む永遠』を応援する番組として『音速♪ひとみしりちゃんねる』（2003年7月 - 9月）、『君のぞらじお』（2003年10月 - 2007年12月）が、OVA『君が望む永遠 〜Next Season〜』を応援する番組として『君のぞらじお 〜Next Season〜』（2008年1月 - 12月）、『君のぞらじお Still I love you…』（2008年1月 - 6月）の各番組が放送・配信された。

## テレビアニメ
2003年10月から12月まで、UHFアニメとしてちばテレビ、テレビ神奈川、テレビ埼玉、三重テレビ、サンテレビジョンおよびキッズステーションで放送された。全14話。2011年6月現在、バンダイチャンネルにて各話を有料配信中（第1話、第2話のみ無料）。
ゲーム版の第一章を第1話、第2話に集約しているため、遙伝説が登場しない、孝之と遙が最初に会話するシーンが夏祭りから学校帰りに変更、愛美が登場するのは第二章にあたる部分から（台詞は最終話の一言のみ）、などストーリーが一部変更されている。
第3話以降はゲーム版第二章の水月シナリオを基本にしているが、遙・茜シナリオのイベントやアニメオリジナルのイベントも一部含まれる。2007年12月に発売されたDVD-BOXの付属ブックレットの渡邊監督インタビューによれば、水月エンドはアージュ側の意向とのことである。
なお、全話を通して番組途中にCMを一切挟んでおらず、オープニング前とエンディング後に集中させていることが大きな特徴である。また本編中にはセックス描写が存在する（無論性器の描写等は無いが、それを逆手に取った演出がなされていた）。第1話と第2話は通常のオープニングとエンディングがなく、第2話と最終話のエンディングに関しては、ゲームと同様の演出になっている。
栗林みな実の歌う主題歌「Precious Memories」は多くのアニメスタッフの耳にとまり、以後彼女がアニメソングへ進出するきっかけとなった。
海外では、2006年9月にロシアのXLMediaからロシア語版DVD（全3巻）が他国に先がけて発売された。同年冬にはアメリカ、カナダでFUNimation Entertainmentから北米版DVD『Rumbling Hearts』が、2007年9月にはドイツで『Die Ewigkeit, die Du Dir wünschst』、フランスで『Rumbling Hearts』がそれぞれ発売された。

### あゆまゆ劇場
第3話から次回予告の部分で放送された。レギュラーはスーパー・デフォルメ（SD）のあゆとまゆ。毎回様々なゲストが登場し、シリアスで暗い本編と対照的なハチャメチャなショートコントを繰り広げる。予告そのものはほとんど無く、次回予告であって次回予告でない内容である。
なお、Webアニメ『あゆまゆ劇場』に関しては、あゆまゆ劇場の項を参照のこと。

### アニメオリジナルキャラクター
石田 あづさ （いしだ あづさ）
声 - 伊藤美紀
水月の会社の先輩。とてもサバサバした性格。自らの経験をもとにすれ違う水月と孝之にアドバイスを送るなど、物語上、重要な役割を果たしている。既婚者であるが、家庭の方は上手く行っていないらしい。アニメの最終回で、離婚届を手にする描写がなされている。
伊藤 善之 （いとう よしゆき）
声 - 小形満
「すかいてんぷる」を経営する会社の役員。アルバイトの孝之を正社員として採用しようと考え、その旨を孝之と崎山に持ちかける。名前はゲーム版、アニメ版双方で音楽プロデューサーを務めたランティスの伊藤善之から。
美紀 （みき）
声 - 宇和川恵美
白陵大の学生。慎二が気に掛けているクラスメートの女の子。

### スタッフ
- 原作 - アージュ（『君が望む永遠』より）
- 監督 - 渡邊哲哉
- シリーズ構成 - 金巻兼一
- キャラクターデザイン・総作画監督 - 菊地洋子
- キャラクター原案 - 杉原正教
- メカニックデザイン - 川原智弘、海老川兼武
- 色彩設計 - 井上英子
- 美術監督 - 陣西峰、張敏芳
- 美術設定 - 大空五郎
- 撮影監督 - 岩崎敦
- 編集 - 重村建吾
- 音響監督 - 菊田浩巳
- 音響制作 - 楽音舎
- 音楽 - 渡来亜人、須藤賢一、南良樹
- 音楽プロデューサー - 伊藤善之
- 音楽制作 - ランティス
- プロデューサー - 永田勝治、伊藤善之
- アニメーションプロデューサー - 飯塚智久、月野正志
- アニメーション制作 - スタジオ・ファンタジア
- 製作 - 「君が望む永遠」製作委員会

### 主題歌
オープニングテーマ「Precious Memories」
作詞・作曲 - 栗林みな実 / 編曲 - 飯塚昌明 / 歌 - 栗林みな実
エンディングテーマ「星空のワルツ」
作詞・作曲 - 栗林みな実 / 編曲 - 岩崎琢 / 歌 - 栗林みな実
特別エンディング曲
「Rumbling hearts」（第2話）
作詞 - 栗林みな実 / 作曲 - 清水永之、飯塚昌明 / 編曲 - 飯塚昌明 / 歌 - 栗林みな実
「君が望む永遠」（第14話）
作詞 - Ikuko Ebata / 作曲・編曲 - 加持久忍 / 歌 - rino

### 各話リスト
※放送日は最速放送局（テレビ埼玉）。
| 本編 | 本編         | 本編         | 本編                | 本編              | 本編                       | あゆまゆ劇場 | あゆまゆ劇場 | あゆまゆ劇場 | 放送日         |
| 話数 | サブタイトル | 脚本         | 絵コンテ            | 演出              | 作画監督                   | 絵コンテ     | 演出         | 原画         | 放送日         |
| ---- | ------------ | ------------ | ------------------- | ----------------- | -------------------------- | ------------ | ------------ | ------------ | -------------- |
| 1    | 第一話       | 金巻兼一     | 加瀬充子            | 山田弘和          | 藤沢俊幸                   | -            | -            | -            | 2003年 10月5日 |
| 2    | 第二話       | 金巻兼一     | 東海林真一          | 山田弘和 松本佳久 | 藤田まり子 高野杏          | -            | -            | -            | 10月12日       |
| 3    | 第三話       | 金巻兼一     | 渡邊哲哉            | 喜多幡徹          | シワスタカシ               | 加瀬充子     | 渡邊哲哉     | 藤田まり子   | 10月19日       |
| 4    | 第四話       | 金巻兼一     | もりたけし          | 宮田亮            | 竹内哲也                   | 加瀬充子     | 宮田亮       | 古賀誠       | 10月26日       |
| 5    | 第五話       | 高山カツヒコ | 松園公              | 鈴木薫            | 内田孝                     | 月野正志     | 月野正志     | 立石聖       | 11月2日        |
| 6    | 第六話       | 金巻兼一     | 加瀬充子            | 太田知章          | 三宅雄一郎                 | 加瀬充子     | 喜多幡徹     | 藤田まり子   | 11月9日        |
| 7    | 第七話       | 金巻兼一     | 東海林真一          | 喜多幡徹          | 荒木英樹                   | 渡邊哲哉     | 渡邊哲哉     | 村上やすひと | 11月16日       |
| 8    | 第八話       | 高山カツヒコ | 中島弘明            | 秋山朋子          | 吉本拓二                   | 加瀬充子     | 喜多幡徹     | 内田孝       | 11月23日       |
| 9    | 第九話       | 金巻兼一     | 高柳滋仁            | 高柳滋仁          | 石井久美                   | 加瀬充子     | 高柳滋仁     | 古賀誠       | 11月30日       |
| 10   | 第十話       | 金巻兼一     | 片山一良            | 山田弘和          | 藤沢俊幸                   | 加瀬充子     | 山田弘和     | 藤田まり子   | 12月7日        |
| 11   | 第十一話     | 高山カツヒコ | 渡邊哲哉 もりたけし | 木村寛            | 秋山由樹子 内田孝 桜井正明 | 渡邊哲哉     | 喜多幡徹     | 村上やすひと | 12月14日       |
| 12   | 第十二話     | 金巻兼一     | 下田正美            | 太田知章          | 三宅雄一郎                 | 渡邊哲哉     | 喜多幡徹     | 渡辺明夫     | 12月21日       |
| 13   | 第十三話     | 金巻兼一     | 加瀬充子            | 宮田亮            | 古賀誠 山内尚樹            | 渡邊哲哉     | 宮田亮       | 石井久美     | 12月28日       |
| 14   | 第十四話     | 金巻兼一     | 松園公              | 喜多幡徹 渡邊哲哉 | 藤田まり子 山内則康 内田孝 | -            | -            | -            | 2004年 1月4日  |

### 放送局
| 放送地域 | 放送局             | 放送期間                     | 放送日時         | 放送系列  | 備考             |
| -------- | ------------------ | ---------------------------- | ---------------- | --------- | ---------------- |
| 埼玉県   | テレビ埼玉         | 2003年10月5日 - 2004年1月4日 | 日曜 0:50 - 1:20 | 独立UHF局 |                  |
| 千葉県   | 千葉テレビ         | 2003年10月6日 - 2004年1月5日 | 日曜 0:00 - 0:30 | 独立UHF局 | 幹事局           |
| 兵庫県   | サンテレビ         | 2003年10月7日 - 2004年1月6日 | 火曜 0:00 - 0:30 | 独立UHF局 |                  |
| 神奈川県 | TVK                | 2003年10月7日 - 2004年1月6日 | 火曜 0:05 - 0:35 | 独立UHF局 |                  |
| 三重県   | 三重テレビ         | 2003年10月7日 - 2004年1月6日 | 火曜 1:30 - 2:00 | 独立UHF局 |                  |
| 日本全域 | キッズステーション | 2003年10月7日 - 2004年1月6日 | 火曜 0:00 - 0:30 | CS放送    | リピート放送あり |

### DVD
発売元はメディアファクトリー。各巻2話収録。
| タイトル                    | 発売日         | 品番      | 備考                                    |
| --------------------------- | -------------- | --------- | --------------------------------------- |
| 第1巻                       | 2004年2月25日  | ZMBZ-1763 |                                         |
| 「マヤウルのおくりもの」set | 2004年2月25日  | ZMSZ-1760 | 第1巻に絵本「マヤウルのおくりもの」同梱 |
| 第2巻                       | 2004年3月25日  | ZMBZ-1764 |                                         |
| 第3巻                       | 2004年4月23日  | ZMBZ-1765 |                                         |
| 第4巻                       | 2004年5月25日  | ZMBZ-1766 |                                         |
| 第5巻                       | 2004年6月25日  | ZMBZ-1767 |                                         |
| 第6巻                       | 2004年7月23日  | ZMBZ-1768 |                                         |
| 第7巻                       | 2004年8月25日  | ZMBZ-1769 |                                         |
| 「ほんとうのたからもの」set | 2004年8月25日  | ZMSZ-1761 | 第7巻に絵本「ほんとうのたからもの」同梱 |
| DVD-BOX                     | 2007年12月21日 | ZMSZ-3701 |                                         |

| 千葉テレビ 日曜24:00 - 24:30枠 | 千葉テレビ 日曜24:00 - 24:30枠 | 千葉テレビ 日曜24:00 - 24:30枠 |
| 前番組                         | 番組名                         | 次番組                         |
| ------------------------------ | ------------------------------ | ------------------------------ |
| グリーングリーン               | 君が望む永遠                   | 超重神グラヴィオンZwei         |

## OVA

### アカネマニアックス
涼宮茜をメインヒロインに、『君が望む永遠』と『マブラヴ』を繋ぐ物語として製作されたアドベンチャーゲーム『アカネマニアックス〜流れ星伝説剛田〜』（アージュオフィシャルファンクラブ会員専用ソフト、現在は配布終了）をアニメ化したもの。2004年11月から2005年8月にかけて全3巻が発売された。

### 君が望む永遠〜Next Season〜
2006年8月27日に開催されたイベント「速瀬水月聖誕祭」において、遙シナリオを原作とするアニメの制作が発表された。アージュ書き下ろしのオリジナルストーリーで、遙エンドの遙が退院したエンディング部分からエピローグまでを描く。
バンダイビジュアルから遙シナリオでの再アニメ化の話が持ち上がった当初は、TVアニメで遙シナリオを一部使っていること、また冒頭部分（第一章、TVアニメ第1・2話）が全く一緒になることから、アージュは再アニメ化に難色を示した。その後、バンダイビジュアル側からオリジナルストーリーでのOVA化の打診があり、OVAの製作が決定した。
なお、OVAの原作ともいえるシナリオはLE版に収録されている。

#### あらすじ
3年間の眠りから目覚めた涼宮遙は必死のリハビリの末、ようやく退院することができたが、依然事故のトラウマに苦しめられていた。そんな遙は鳴海孝之や妹の茜、そして両親に支えられ、普通の生活が送られるようリハビリに励んでいた。
しかし、自分を犠牲にしてまで一緒に居る時間を作ろうとする孝之の姿に、やがて遙は困惑してしまう。

#### スタッフ（Next Season）
- 原作・シリーズ構成 - アージュ（『君が望む永遠』より）
- 企画 - 吉田博彦、森本浩二、井上俊次
- 監督 - 高山秀樹
- シナリオ - 鴻野貴光
- キャラクターデザイン - たむらかずひこ
- 音響制作 - 楽音舎
- 制作 - ブレインズ・ベース、マル画ファクトリー
- 製作 - バンダイビジュアル、ランティス

#### 主題歌（Next Season）
オープニングテーマ「Next Season」
作詞 - 栗林みな実 / 作曲・編曲 - 菊田大介 / 歌 - 栗林みな実
第1巻のみエンディングテーマ。
エンディングテーマ「eternity」
作詞・作曲 - 栗林みな実 / 編曲 - 大久保薫 / 歌 - 栗林みな実
イメージソング
「Still I love you…」
作詞・作曲 - 栗林みな実 / 編曲 - 飯塚昌明 / 歌 - 速瀬水月（たかはし智秋）
「Still I love you…（surface ver.）」
作詞・作曲 - 栗林みな実 / 編曲 - 大久保薫 / 歌 - 栗林みな実
「spring chime」
作詞・作曲 - 栗林みな実 / 編曲 - 飯塚昌明 / 歌 - 涼宮茜（水橋かおり）
「ウェイトレス物語」
作詞・作曲 - 栗林みな実 / 編曲 - 飯塚昌明 / 歌 - 大空寺あゆ（浅井清己）&玉野まゆ（吉住梢）

#### 各巻リスト（Next Season）
| 巻数 | 脚本     | 絵コンテ・演出 | 作画監督             | 発売日         | 品番（限定版） | 品番（通常版） | 備考（限定版特典）                           |
| ---- | -------- | -------------- | -------------------- | -------------- | -------------- | -------------- | -------------------------------------------- |
| 1    | 鴻野貴光 | 高山秀樹       | たむらかずひこ       | 2007年12月21日 | BCBA-3148      | BCBA-3152      | キャラクターCD Vol.1（速瀬水月・涼宮遙）     |
| 2    | 鴻野貴光 | 高山秀樹       | たむらかずひこ       | 2008年3月25日  | BCBA-3149      | BCBA-3153      | キャラクターCD Vol.2（涼宮茜）               |
| 3    | 鴻野貴光 | 高山秀樹       | 坂巻貞彦、西田美弥子 | 2008年6月25日  | BCBA-3150      | BCBA-3154      | キャラクターCD Vol.3（大空寺あゆ・玉野まゆ） |
| 4    | 鴻野貴光 | 高山秀樹       | 西田美弥子           | 2008年12月19日 | BCBA-3151      | BCBA-3155      | オリジナルサウンドトラックCD                 |

## 関連商品

### CD
- 主題歌

風のゆくえ/yours［LACM-4084］（PS2/DC版 OPイメージソング）
Precious Memories［LACA-4107］ （TVアニメ オープニングテーマ）
Next Season/sweet passion［LACM-4476］（OVAオープニングテーマ/LE版アバンテーマ）
- サウンドトラック

君が望む永遠 サウンドトラックプラス［LACA-5062］（PC版）
君が望む永遠 ゲームアレンジサウンドトラック［LACA-5195］（PS2版）
君が望む永遠 オリジナルサウンドトラック Vol.1［LACA-5252］（TVアニメ）
君が望む永遠 オリジナルサウンドトラック Vol.2［LACA-5278］（TVアニメ）
- ドラマCD

君が望む永遠 Dramatheater vol.1 涼宮遙［LACA-5072］
君が望む永遠 Dramatheater vol.2 速瀬水月［LACA-9007/8］
君が望む永遠 Dramatheater vol.3 涼宮茜［LACA-5106］
君が望む永遠 Dramatheater vol.4 らじおすぺしゃる［LACA-5142］
- TVアニメ キャラクターソングシリーズ

君が望む永遠 Character Image Song series Portrait*1 水月［LACM-4114］
君が望む永遠 Character Image Song series Portrait*2 遙［LACM-4116］
君が望む永遠 Character Image Song series Portrait*3 茜 ［LACM-4117］
君が望む永遠 Character Image Song series Portrait*4 あゆ［LACM-4121］
君が望む永遠 Character Image Song series Portrait*5 孝之［LACM-4137］
- ボーカルアルバム

マイポートレイト・イン・君が望む永遠［LACA-5775］
- ラジオ関連

### 書籍
- âge official 君が望む永遠 MEMORIAL ART BOOK （発売日：2002年11月8日、発行：メディアワークス ISBN 4-8402-2126-X）
- 君が望む永遠 VISUAL COMPLETE （2004年4月、メディアファクトリー ISBN 4-8401-1051-4）
- 絵本

マヤウルのおくりもの （アン・マーガレット・ソウヤー 作、宮崎照代 絵 / 2004年3月25日、メディアファクトリー ISBN 4-8401-1021-2）
ほんとうのたからもの （むらかみはるか 作 / 2004年9月25日、メディアファクトリー ISBN 4-8401-1121-9）
- PCゲーム版ノベライズ （清水マリコ 著、パラダイムノベルス）

君が望む永遠 上巻 ISBN 4-89490-135-8
君が望む永遠 下巻 ISBN 4-89490-141-2
- アニメ版ノベライズ （野島けんじ 著、MF文庫J（メディアファクトリー））

君が望む永遠（1） ISBN 4-8401-1045-X
君が望む永遠（2） ISBN 4-8401-1071-9
君が望む永遠（3） ISBN 4-8401-1092-1

### その他
- トレーディングカードゲーム「ランブリングエンジェル」